# CNE-2
CNE-2是一種被指屬於學術醜聞的細胞系，因為最初它被認為是一種源自低分化人類鼻咽鱗狀細胞癌組織的鼻咽癌細胞系，但是通過分析後發現它與CNE-1細胞一樣，都是海拉細胞和未知來源細胞系的雜種。CNE-2細胞的染色體數目是87至107，模態數則為104至103，同時又有三個標記染色體，並且發現所有的CNE-2細胞都包含一系列結構異常的染色體。

## 外部連結
- Cellosaurus entry for CNE-2（页面存档备份，存于）